# Tom Tillemans
T.J.F. (Tom) Tillemans (Haarlem, 21 december 1950) is een Nederlands-Canadees boeddholoog, Indiakundige en tibetoloog. Sinds 1992 is Tillemans professor boeddhologie voor de faculteit Oriëntaalse Talen en Beschavingen van de Universiteit van Lausanne in Zwitserland.
Tom Tillemans behaalde zijn bachelor aan de Universiteit van Brits-Columbia in Vancouver, Canada. Zijn licentiaat behaalde hij in Sanskriet, Chinees en filosofie aan de Universiteiten van Lausanne en Genève en zijn doctoraat in Boeddhistische Studies in Lausanne.
Na zijn studie voerde hij wetenschappelijk onderzoek uit aan de Hiroshima Universiteit in Japan en werd hij op verschillende universiteiten uitgenodigd als gastprofessor. Naast zijn professoraat in Lausanne is hij hoofd van de afdeling Oriëntalistiek en Associate Dean voor de Faculteit Letteren. Onderzoeksgebieden van Tillemans zijn het Indiaas en Tibetaanse boeddhistische logica en epistemologie, Madhyamaka-filosofie, inlandse Tibetaanse grammaticale literatuur en Tibetaanse dichtkunst.